# Jurij Blatnik
Jurij Blatnik (tudi Blatnig ali Wlatnig), slovenski glasbenik, * 1693, Kranj, † (?).
Zgodovinar in kronist J.G. Dolničar navaja v svoji Bibliotheca Labacensis publica izdani leta 1715 njegove maše (Missae concentibus adaptatae), Miserere in antifona Regina coeli in Salve regina; za 1718 pa gradivo omenja, da je pisal glasbo za graške jezuitske šolske igre. Od leta 1718 do 1722 je bi Blatnik organist v gornjegrajski župnijski cerkvi.